# Rosella Postorino
Rosella Postorino (n. 27 august 1978, Reggio Calabria, Italia) este o scriitoare italiană. În 2013 a câștigat premiul internațional Città di Penne, iar în 2018 premiile Rapallo-Carige și Premiul Campiello.

## Biografie
Născută în Reggio Calabria în 1978, dar crescută în Liguria, la San Lorenzo al Mare, Rosella Postorino s-a mutat la Roma în 2002 și a debutat în literatura în 2004 cu povestirea Dentro una capsula din antologia Ragazze che dovresti conoscere.
A tradus și a editat unele lucrări ale scriitoarei Marguerite Duras.
Cu romanul Le assaggiatrici (Feltrinelli 2018) a câștigat cea de-a 56-a ediție a Premiului Campiello, Premiul Luigi Russo, Premiul Rapallo și Vigevano Lucio Mastronardi.

## Opere

### Romane
- La stanza di sopra, Vicenza, Neri Pozza, 2007 ISBN: 978-88-545-0165-2
- L'estate che perdemmo Dio, Turin, Einaudi, 2009 ISBN: 978-88-06-19625-7
- Il corpo docile, Turino, Einaudi, 2013 ISBN: 978-88-06-19664-6
- Le assaggiatrici, Milan, Feltrinelli, 2018 ISBN: 978-88-07-03269-1

### Reportaje
- Il mare in salita, Rome - Bari, GLF editori Laterza, 2011 ISBN: 978-88-420-9682-5

### Antologii
- Ragazze che dovresti conoscere, Turin, Einaudi, 2004 ISBN: 88-06-17000-7
- Working for paradise, Milan, Bompiani, 2009 ISBN: 978-88-452-6369-9

### Traduceri
- Moderato cantabile de Marguerite Duras, Trieste, Nonostante, 2013 ISBN: 978-88-98112-01-2
- Testi segreti de Marguerite Duras, Trieste, Nonostante, 2015 ISBN: 978-88-98112-05-0